# Orthopoxvirus
Orthopoxvirus è un genere di virus a DNA a doppio filamento rivestiti da una doppia membrana virale, appartenenti alla famiglia Poxviridae, sottofamiglia Chordopoxvirinae (Poxviridae che infettano i vertebrati).

## Proprietà
Gli Orthopoxvirus (OPV) sono virus dei vertebrati di grandi dimensioni, morfologicamente identici, correlati antigenicamente fra di loro, che si replicano nel citoplasma delle cellule ospiti. Questi virus possiedono un genoma a DNA a doppia elica lineare di circa 200 KBP contenente ripetizioni terminali invertite di diverse dimensioni, con un contenuto di Guanina-Citosina di circa il 35%.
Gli Orthopoxvirus misurano 250 per 200 nanometri e possiedono una doppia membrana virale: una membrana esterna, di struttura tubolare e presente quando il virus è al di fuori della cellula (proviene dalla membrana della cellula infettata), e una membrana interna, propria del virus. Al microscopio elettronico, il capside ha la forma di un manubrio, ai cui lati sono presenti degli ammassi di proteine, detti "corpi laterali", di cui si ignora la funzione. All'interno del capside c'è il suo DNA, composto da circa 185 000 paia di basi e una decina circa di enzimi coinvolti nella trascrizione del DNA.
I virus del genere Orthopoxvirus si legano a recettori sulla membrana plasmatica delle cellule ospiti e quindi vi penetrano attraverso vacuoli fagocitari della cellula. Il genoma virale viene replicato nel citoplasma, dove vengono quindi assemblate le particelle virali. Le nuove particelle virali compaiono all'interno della cellula dopo 4-5 ore dall'infezione: hanno forma rotonda o ovale e dimensioni più grandi delle particelle virali mature. Dopo circa 2 ore compaiono le particelle virali mature; la moltiplicazione virale continua per altre 16-24 ore finché la cellula ospite viene lisata, rilasciando il virus infettante che può entrare nelle cellule circostanti
Le relazioni antigeniche tra gli Orthopoxvirus si determinano per mezzo di estratti di cellule infette. Possono essere messi in evidenza fino a 20 antigeni in grado di fornire linee di precipitazione con sieri antivirali. Gli Orthopoxvirus sono molto simili antigenicamente e con la reazione di precipitazione evidenzia che differiscono l'uno dall'altro in genere per non più di un antigene. Nel nucleo di tutti i Poxviridae c'è un antigene in comune (antigene Nucleo-Proteico, NP). Oltre a questi antigeni strutturali, vengono prodotti emoagglutinine e antigeni solubili.

## Classificazione
La tassonomia degli Orthopoxvirus è basata su caratteristiche biologiche, per esempio la suscettibilità degli animali ospiti, la temperatura di crescita in coltura cellulare o sulla membrana corionallantoidea dell'embrione di pollo, sulla morfologia delle lesioni virali prodotta sulla membrana corionallantoidea embrionaria, e sulle mappe di restrizione del DNA genomico. Di recente sono stati sviluppati metodi basati sulla Real time PCR e il sequenziamento del DNA 
Sono noti 12 specie di Orthopoxvirus, quattro dei quali (il virus del vaiolo umano, delle scimmie, il bovino e il Vaccinia) possono infettare gli esseri umani: 
- Variola virus: è il virus del vaiolo umano e dell'alastrim (la forma clinicamente meno grave dal vaiolo umano); tale virus è stato ormai debellato in natura;
- Monkeypox virus: virus del vaiolo delle scimmie;
- Cowpox virus: virus di vaiolo bovino; e
- Vaccinia virus: virus utilizzato per la vaccinazione contro il vaiolo
- Camelpox virus ed Ectromelia virus sono importanti patogeni animali;
- Uasin Gishu virus, non è ben caratterizzato, e il suo DNA non è disponibile[8]